# 🇦🇸
🇦🇸 is een Unicode vlagsequentie emoji die gebruikt wordt als regionale indicator voor Amerikaans-Samoa. De meest gebruikelijke weergave is die van de vlag van Amerikaans-Samoa, maar op sommige platforms (waaronder Microsoft Windows) ziet men de letters AS.
De vlagsequentie is opgebouwd uit de combinatie van de Regional Indicator Symbols 🇦 (U+1F1E6) en 🇸 (U+1F1F8), tezamen de ISO 3166-1 alpha-2 code AS voor Amerikaans-Samoa vormend.
Deze emoji is in 2010 geïntroduceerd met de Unicode 6.0-standaard.

## Gebruik

De landsvlag van Amerikaans-Samoa

Deze emoji wordt gebruikt als regionale aanduiding van Amerikaans-Samoa.

## Codering

De Twemoji-implementatie

### Unicode
In Unicode vindt men de 🇦🇸 met de codesequentie U+1F1E6 U+1F1F8 (hex).

### Shortcode
Er zijn shortcodes  voor 🇦🇸; in Github kan deze opgeroepen worden met :american_samoa:,  in Slack kan het karakter worden opgeroepen met de code :flag-as:.